# Lonchocarpus monofoliaris
Lonchocarpus monofoliaris är en ärtväxtart som beskrevs av Robert Walter Schery. Lonchocarpus monofoliaris ingår i släktet Lonchocarpus och familjen ärtväxter. Inga underarter finns listade i Catalogue of Life.